# Дініо (Невада)
Дініо (англ. Denio) — переписна місцевість (CDP) в США, в округах Гумбольдт і Гарні штату Невада. Населення — 34 особи (2020).

## Географія
Дініо розташоване за координатами 41°58′12″ пн. ш. 118°36′45″ зх. д. / 41.97000° пн. ш. 118.61250° зх. д. (41.970048, -118.612515).  За даними Бюро перепису населення США в 2010 році переписна місцевість мала площу 41,75 км², уся площа — суходіл.

### Клімат
| Клімат : Дініо          | Клімат : Дініо | Клімат : Дініо | Клімат : Дініо | Клімат : Дініо | Клімат : Дініо | Клімат : Дініо | Клімат : Дініо | Клімат : Дініо | Клімат : Дініо | Клімат : Дініо | Клімат : Дініо | Клімат : Дініо | Клімат : Дініо |
| Показник                | Січ.           | Лют.           | Бер.           | Квіт.          | Трав.          | Черв.          | Лип.           | Серп.          | Вер.           | Жовт.          | Лист.          | Груд.          | Рік            |
| Абсолютний максимум, °C | 19,4           | 24,4           | 25,6           | 32,2           | 36,1           | 39,4           | 41,7           | 41,7           | 39,4           | 33,3           | 23,9           | 17,8           | 39,4           |
| Середній максимум, °C   | 4,4            | 7,8            | 11,7           | 16,1           | 20,6           | 26,1           | 31,7           | 31,1           | 26,1           | 18,9           | 10,0           | 5,0            | 17,2           |
| Середній мінімум, °C    | −5,6           | −3,3           | −1,7           | 0,6            | 4,4            | 8,3            | 11,7           | 11,1           | 6,1            | 1,7            | −2,2           | −5,6           | 2,2            |
| Абсолютний мінімум, °C  | −29,4          | −31,7          | −17,8          | −11,7          | −10            | −5,6           | −1,7           | −3,3           | −8,3           | −18,9          | −20            | −31,7          | −31,7          |
| Норма опадів, мм        | 24             | 21             | 29             | 26             | 29             | 22             | 7              | 12             | 14             | 16             | 27             | 22             | 249            |
| ----------------------- | -------------- | -------------- | -------------- | -------------- | -------------- | -------------- | -------------- | -------------- | -------------- | -------------- | -------------- | -------------- | -------------- |
| Джерело:                |                |                |                |                |                |                |                |                |                |                |                |                |                |

## Демографія
Згідно з переписом 2010 року, у переписній місцевості мешкало 47 осіб у 29 домогосподарствах у складі 13 родин. Густота населення становила 1 особа/км².  Було 44 помешкання (1/км²).
Расовий склад населення:
| - 91,5 % — білих - 2,1 % — корінних американців - 4,3 % — осіб інших рас |

До двох чи більше рас належало 2,1 %. Частка іспаномовних становила 14,9 % від усіх жителів.
За віковим діапазоном населення розподілялося таким чином: 4,3 % — особи молодші 18 років, 55,3 % — особи у віці 18—64 років, 40,4 % — особи у віці 65 років та старші. Медіана віку мешканця становила 60,3 року. На 100 осіб жіночої статі у переписній місцевості припадало 104,3 чоловіків;  на 100 жінок у віці від 18 років та старших — 104,5 чоловіків також старших 18 років.

Цивільне працевлаштоване населення становило 0 осіб. 